# Bădăi
Bădăi (wymowaⓘ) – wieś w Rumunii, w okręgu Alba, w gminie Avram Iancu. W 2011 roku liczyła 18 mieszkańców.